# Fumaria gaillardotii
Fumaria gaillardotii är en vallmoväxtart som beskrevs av Pierre Edmond Boissier. Fumaria gaillardotii ingår i släktet jordrökar, och familjen vallmoväxter. Inga underarter finns listade i Catalogue of Life.